# Juliusz Lohrer
Juliusz Lohrer, także jako Jan Juliusz Lohrer (ur. 23 listopada 1832 w Brzezinach, zm. 16 maja 1912 w Łodzi) – lekarz rannych w powstaniu styczniowym i lekarz miejski Łodzi.

## Życiorys
Juliusz Lohrer wywodził się z rodziny pochodzenia niemieckiego. Urodził się w Brzezinach w 1932. Ukończył gimnazjum w Piotrkowie Trybunalskim. W 1962 ukończył studia na wydziale lekarskim Uniwersytetu w Dorpacie. 16 lipca 1862 zamieszkał w Łodzi. Podczas powstania styczniowego, w tym w trakcie bitwy pod Dobrą, niósł pomoc rannym. W 1872 został lekarzem miejskim i funkcję tę pełnił do końca życia. Wraz z dr. Józefem Kolińskim był współzałożycielem, powstałego 12 września 1886, Towarzystwa Lekarskiego Łódzkiego, prezesem w latach 1886–1898, członkiem Komitetu Schroniska dla Umysłowo Chorych, a także pierwszym dyrektorem, naczelnym lekarzem i ordynatorem zakładów K. Scheiblera i szpitala św. Anny.

### Życie prywatne
Miał córkę – Zofię Marię (1871–1918). Była żoną działacza społecznego, kulturalnego i niepodległościowego – Antoniego Stamirowskiego.
Spoczywa na części ewangelickiej Starego Cmentarza w Łodzi (kwatera L-2).